# Vitja Avsec
Vitja Avsec, slovenski skladatelj, pedagog in harmonikar, * 9. december 1970, Ljubljana.

## Življenjepis
Na Akademiji za glasbo v Ljubljani je v razredu Daneta Škerla leta 1994 diplomiral iz kompozicije s skladbo Gea za simfonični orkester. Deluje kot profesor na Konservatoriju za glasbo in balet Ljubljana.
Piše komorno, vokalno ter simfonično glasbo; dejaven je tudi na področju komponiranja za gledališče. Posveča se predvsem uglasbitvam pesnitev Franceta Prešerna.

## Dela
Simfonična dela
- GEA za simfonični orkester
- Glasba za harmoniko in orkester
- Variacije na dolenjsko ljudsko
- Koncertantne variacije za violino in komorni orkester na Handlovo temo

Opera
- Elektra (Sofoklej)

Komorna dela
- Istrski fugato za godalni kvartet
- Štiri serialne miniature za godalni trio
- Improvizacija za violino solo
- Pitijska rapsodija za violino, kitaro in harmoniko
- Danza ritmica za koncertno harmoniko
- Temo in 12 variacij za koncertno harmoniko
- Mala suita za harmoniko
- Suita za harmoniko
- Živali iz Vidine slikanice (15 karakternih skladb za harmoniko s standardnim basom)
- Mikro rondo za trobento solo
- Preludij in Fantazija za harfo
- Pasacaglia za godalni orkester
- Dialogi za oboo in fagot
- Legenda za kitaro solo
- Soočenja za trombon in klavir
- Sekvence za klarinet, violo in klavir
- Poletna impresija za flavto in harfo
- Serenada za angleški rog in harfo
- Glosa - transkripcija Prešernove pemi v podobi 10 miniatur za klarinet in klavir
- Bagatela za kljunasto flavto in klavir
- Divertimento za altovski saksofon in klavir

Vokalna dela
- Sonetni venec za mešani zbor
- Pesem (M. Jarc) za mešani zbor
- Devet vinjet za ženski zbor
- Široko je morje i Dunaj – obdelava ljudske pesmi
- Strunam (F. Prešeren) za zbor, violino, klavirski strunarij ter tolkala
- Oh, ne vprašaj za tenor in čembalo
- Uspavanka ogledalu za sopran in klavir
- Dve haiku za sopran in klavir
- Ekstaza smrti (S. Kosovel) – kantata za zbor, flavto, trobento, timpane, tolkala, klavir in kontrabas,
- Nezakonska mater (F. Prešeren) za solista

Poleg tega je napisal tudi več skladb za otroški zbor in glasbo za gledališke in lutkovne predstave.